# Puttalam (district)

Localisation du district de Puttalam

Le district de Puttalam est un des vingt-cinq districts du Sri Lanka. Avec Kurunegala, c'est l'un des districts de la province du Nord-Ouest. Il mesure 2 976 km2.